# Biografielijst Si

## Sib

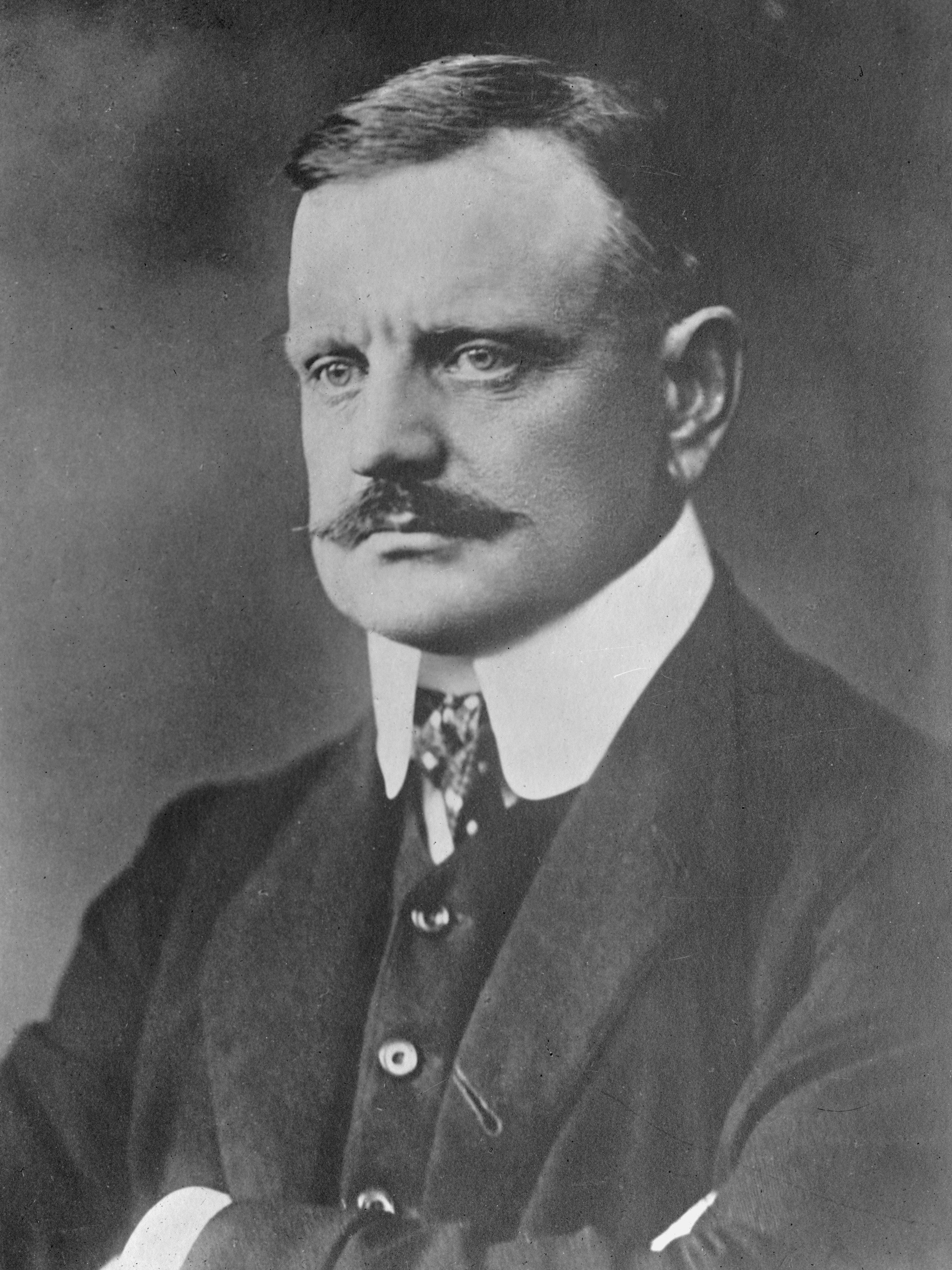
Jean Sibelius

- Karabo Sibanda (1998), Botswaans atleet
- Hans Sibbel (1958), Nederlands cabaretier, televisieprogrammamaker, acteur en schrijver
- Cornelis Sibe (1983), Surinaamse atleet
- Jean Sibelius (1865-1957), Fins componist
- Robert Siboldi (1965), Uruguayaans voetballer en voetbalcoach
- Gerald Sibon (1974), Nederlands voetballer
- Bas Sibum (1982), Nederlands voetballer
- Félix Siby (1942-2006), Gabonees ambtenaar en politicus

## Sic
- Anton Sicharoelidze (1976), Russisch kunstschaatser
- Tom van Sichem (1968), Nederlands voetbalscheidsrechter
- Franz von Sickingen (1481-1523), Duits ridder
- Andris Šics (1985), Lets rodelaar
- Juris Šics (1983), Lets rodelaar

## Sid
- Fouad Sidali (1966), Nederlands-Marokkaans politicus
- Sarah Siddons (1755-1831), Welsh actrice
- Seidnaly Sidhamed, alias Alphadi (1957), Nigerees modeontwerper
- Vadim Sidoer (1924-1986), Russisch beeldhouwer en graficus
- Sidonius Apollinaris (431-489), Romeins schrijver
- Irina Sidorkova (2003), Russisch autocoureur
- Anzjelika Sidorova (1991), Russisch atlete

## Sie

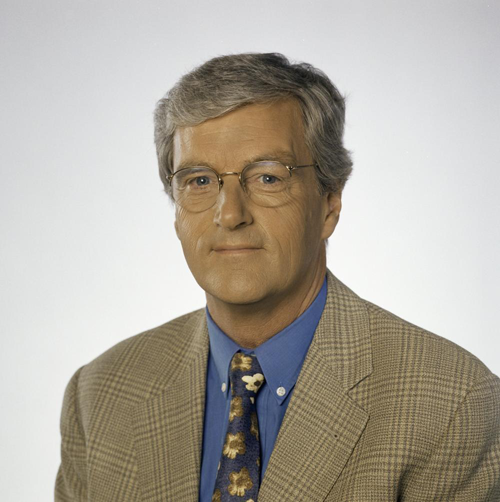
Harmen Siezen

- Theoson Siebatcheu (1996), Amerikaans-Frans voetballer
- Josephine Siebe (1870-1941), Nederlands redactrice en kinderboekenschrijfster
- Paul Siebel (1937-2022), Amerikaans gitarist
- Peter Siebelt (ca. 1946), Nederlands publicist en beveiligingsexpert
- Bob Siebenberg (1949), Amerikaans drummer van Supertramp
- Ramona Siebenhofer (1991), Oostenrijks alpineskiester
- Charles Siebert (1938-2022), Amerikaans acteur
- Horst Siebert (1938-2009), Duits econoom
- Marcos Siebert (1996), Argentijns autocoureur
- Carla Sieburgh (1969), Nederlands juriste
- Norbert Siedler (1982), Oostenrijks autocoureur
- Kai Siegbahn (1918-2007), Zweeds natuurkundige en Nobelprijswinnaar
- Manne Siegbahn (1886-1978), Zweeds natuurkundige en Nobelprijswinnaar
- Nolan Siegel (2004), Amerikaans autocoureur
- Johann Gerhard Wilhelm Sieger (Johann) (1856-1942), Duits/Nederlands industrieel
- Johann Gerhard Wilhelm Sieger (Wilhelm) (1886-1958), Nederlands scheikundige
- Martin Sieghart (19?), Oostenrijks cellist en dirigent
- Tim Siekman (1990), Nederlands voetballer
- Casey Siemaszko (1961), Amerikaans acteur
- Nina Siemaszko (1970), Amerikaans actrice
- Arnold von Siemens (1853-1918), Duits industrieel
- Carl von Siemens (1829-1906), Duits industrieel
- Carl Friedrich von Siemens (1872-1941), Duits industrieel en politicus
- Carl Wilhelm Siemens (1823-1883), Duits-Brits industrieel
- Werner von Siemens (1816-1892), Duits uitvinder en industrieel
- Wilhelm von Siemens (1855-1919), Duits industrieel
- Jan Siemerink (1970), Nederlands tennisser
- Wojciech Siemion (1928-2010), Pools acteur
- Amy Siemons (1985), Nederlands paralympisch atlete
- VeraSiemons (1993), Nederlandse radio-dj en podcastmaker
- Sieneke (1992), Nederlands zangeres
- Félix Sienra (1916-2023), Uruguayaans zeiler
- Cesare Siepi (1923-2010), Italiaans operazanger
- Toon Siepman (1953), Nederlands hockeycoach
- Andy Sierens (1986-2008), Vlaams rapartiest
- Jan Sierhuis (1928-2023), Nederlands kunstschilder
- Pim Sierks (1932-2024), Nederlands vliegenier
- Oene Sierksma (ca.1951), Nederlands leraar en politicus
- Justo Sierra Méndez (1848-1912), Mexicaans intellectueel en politicus
- Nel Siertsema-Smid (1928-2014), Nederlands politica
- Lieke Sievers (1959), Nederlands bestuurder
- Harmen Siezen (1940-2025), Nederlands nieuwslezer en televisiepresentator

## Sif
- Joseph Sifakis (1946), Grieks-Frans informaticus
- Jo Siffert (1936-1971), Zwitsers autocoureur
- Rocco Siffredi (1964), Italiaans pornoster, filmregisseur en producer van pornofilms

## Sig

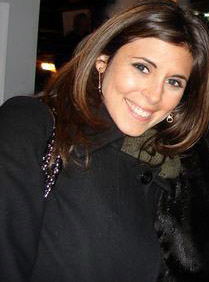
Jamie-Lynn Sigler

- David Sigatsjov (1989), Russisch autocoureur
- Jay Sigel (1943-2025), Amerikaans zakenman en golfspeler
- Sergio Sighinolfi (1925-1956), Italiaans autocoureur
- Sigismund I van Polen (1467-1548), koning van Polen van 1506 tot 1548
- Jamie-Lynn Sigler (1981), Amerikaans actrice
- Jón Páll Sigmarsson (1960-1993), IJslands gewichtheffer
- Paul Signac (1863-1935), Frans schilder en graficus
- Tengiz Sigoea (1934-2020), Georgisch politicus
- Brita Sigourney (1990), Amerikaans freestyleskiester
- Kolbeinn Sigþórsson (1990), IJslands voetballer
- Jóhanna Sigurðardóttir (1942), IJslands vakbondsbestuurder en politica (o.a. premier)
- Ingvar Eggert Sigurðsson (1963), IJslands acteur

## Sih
- Norodom Sihanouk (1922-2012), Cambodjaans koning, staatshoofd en premier
- Sileshi Sihine (1983), Ethiopisch atleet

## Sii
- Erna Siikavirta (1977), Fins toetsenist
- Mart Siimann (1946), Ests politicus

## Sij
- Ton Sijbrands (1949), Nederlands dammer
- Bob Sijthoff (?), Nederlands zakenman
- Henk Sijthoff (1915-2000), Nederlands uitgever
- Theo Sijthoff (1937-2006), Nederlands wielrenner en modeontwerper

## Sik
- Janny Sikazwe (1979), Zambiaans voetbalscheidsrechter
- Manon Sikkel (1965), Nederlands psychologe, journaliste, publiciste en kinderboekenschrijfster
- Béla Síki (1923-2020), Zwitserse pianist
- Maarten Sikking (1948-2009), Nederlands hockeydoelman
- Kazimierz Sikorski (1895-1986), Pools componist
- Radosław Sikorski (1963), Pools politicus en journalist
- Władysław Sikorski (1881-1943), Pools politiek en militair leider

## Sil

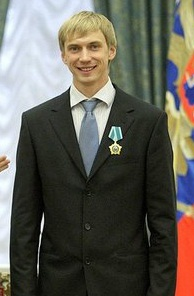
Andrej Silnov

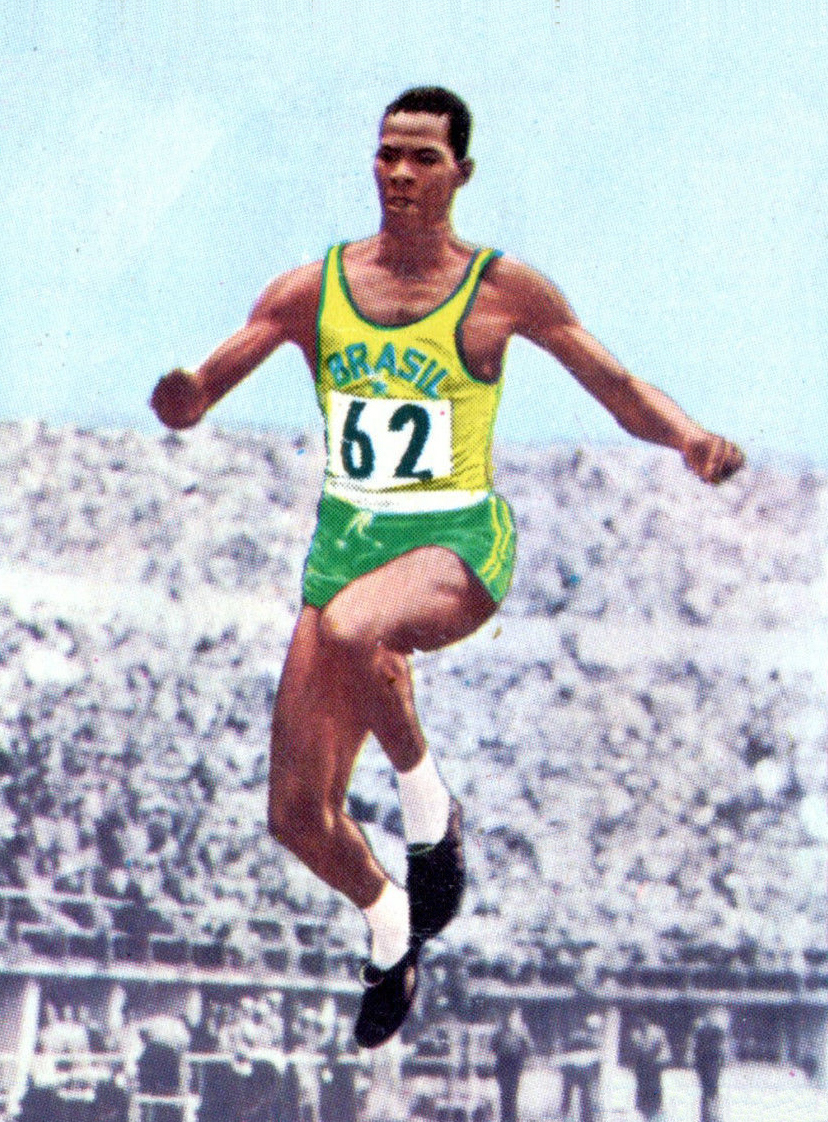
Adhemar da Silva (1956)

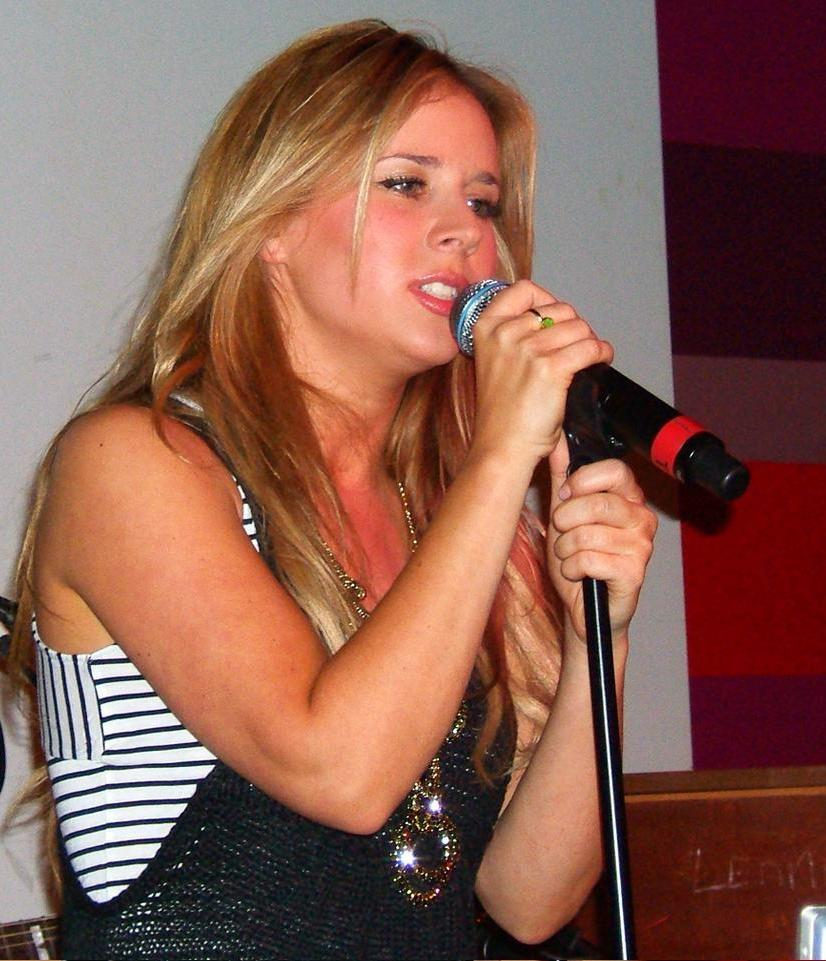
Lucie Silvas

- Čaba Silađi (1990), Servisch zwemmer
- Ivan Silajev (1930-2023), Russisch politicus
- Diego Silang (1730-1763), Filipijns rebellenleider
- Gabriela Silang (1731-1763), Filipijns rebellenleidster
- Ahmed Silanyo (1938-2024), Somalisch politicus en president van Somaliland
- Otto Silber (1893-1940), Estisch voetballer
- Kelly Sildaru (2002), Estisch freestyleskiester
- Jean van Silfhout (1902-1956), Nederlands roeier, waterpoloër en zwemmer
- Věněk Šilhán (1927-2009), Tsjechisch economist en politicus
- Zdeňka Šilhavá (1954), Tsjechoslowaaks/Tsjechisch atlete
- Janika Sillamaa (1975), Estisch zangeres
- Karen Sillas (1963), Amerikaans actrice
- Ernst Sillem (1807-1861), Hamburgs bankier
- Ernst Sillem (1864-1919), Nederlands bankier
- Ernst Sillem  (1923-2020), Nederlands Engelandvaarder
- Alan Sillitoe (1928-2010), Brits schrijver
- Andrej Silnov (1984), Russisch atleet
- Sonny Silooy (1963), Nederlands voetballer
- Danzel Joel Silos (beter bekend als Bigidagoe) (1997-2024), Nederlands rapper
- Acácio da Silva (1961), Portugees wielrenner
- Adhemar da Silva (1927-2001), Braziliaans atleet
- Anderson Silva (1975), Braziliaans MMA-vechter
- Ariclenes da Silva Ferreira (1985), Braziliaans voetballer
- Bruno Silva (1980), Uruguayaans voetballer
- Danilo Luiz da Silva (1991), Braziliaans voetballer
- Darío Silva (1972), Uruguayaans voetballer
- David Jiménez Silva (1986), Spaans voetballer
- Eduardo da Silva (1983), Kroatisch voetballer
- Everton Ramos da Silva (1983), Braziliaans voetballer
- Fátima Silva (1970), Portugees atlete
- Frank Silva (1949-1995), Amerikaans acteur
- Gabriel Silva (1991), Braziliaans voetballer
- Gilberto Silva (1976), Braziliaans voetballer
- Jorge da Silva (1961), Uruguayaans voetballer en voetbalcoach
- Leslie Silva (1968), Amerikaans actrice
- Luciano da Silva (1980), Braziliaans voetbaldoelman
- Luiz Inácio (Lula) da Silva (1945), Braziliaans president
- Marina Silva (1958), Braziliaans politica
- Robson da Silva (1964), Braziliaans atleet
- Rui Silva (1977), Portugees atleet
- Sonja Silva (1977),  Nederlands presentatrice, actrice, model en zangeres
- Wálter Machado da Silva (1940-2020), Braziliaans voetballer
- Yarisley Silva (1987), Cubaans atlete
- Malcom Filipe Silva de Oliveira (1997), Braziliaans voetballer
- Lucie Silvas (1980), Brits zangeres
- Emily Silver (1985), Amerikaans zwemster
- Horace Silver (1928-2014), Amerikaans jazzpianist en -componist
- Michael B. Silver (1967), Amerikaans acteur, filmregisseur, filmproducent en scenarioschrijver
- Stacy Silver (1981), Tsjechisch fotomodel en pornoactrice
- Carmen Silvera (1922-2002), Engels actrice
- David Silveria (1972), Amerikaans drummer
- Jonathan Silverman (1966), Amerikaans acteur, filmproducent en filmregisseur
- Alicia Silverstone (1976), Amerikaans actrice
- Achille Silvestrini (1923-2019), Italiaans kardinaal
- Clayton da Silveira da Silva (1995), Braziliaans voetballer

## Sim

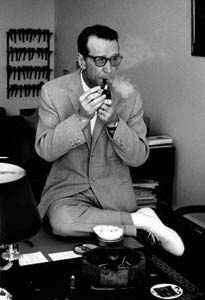
Georges Simenon

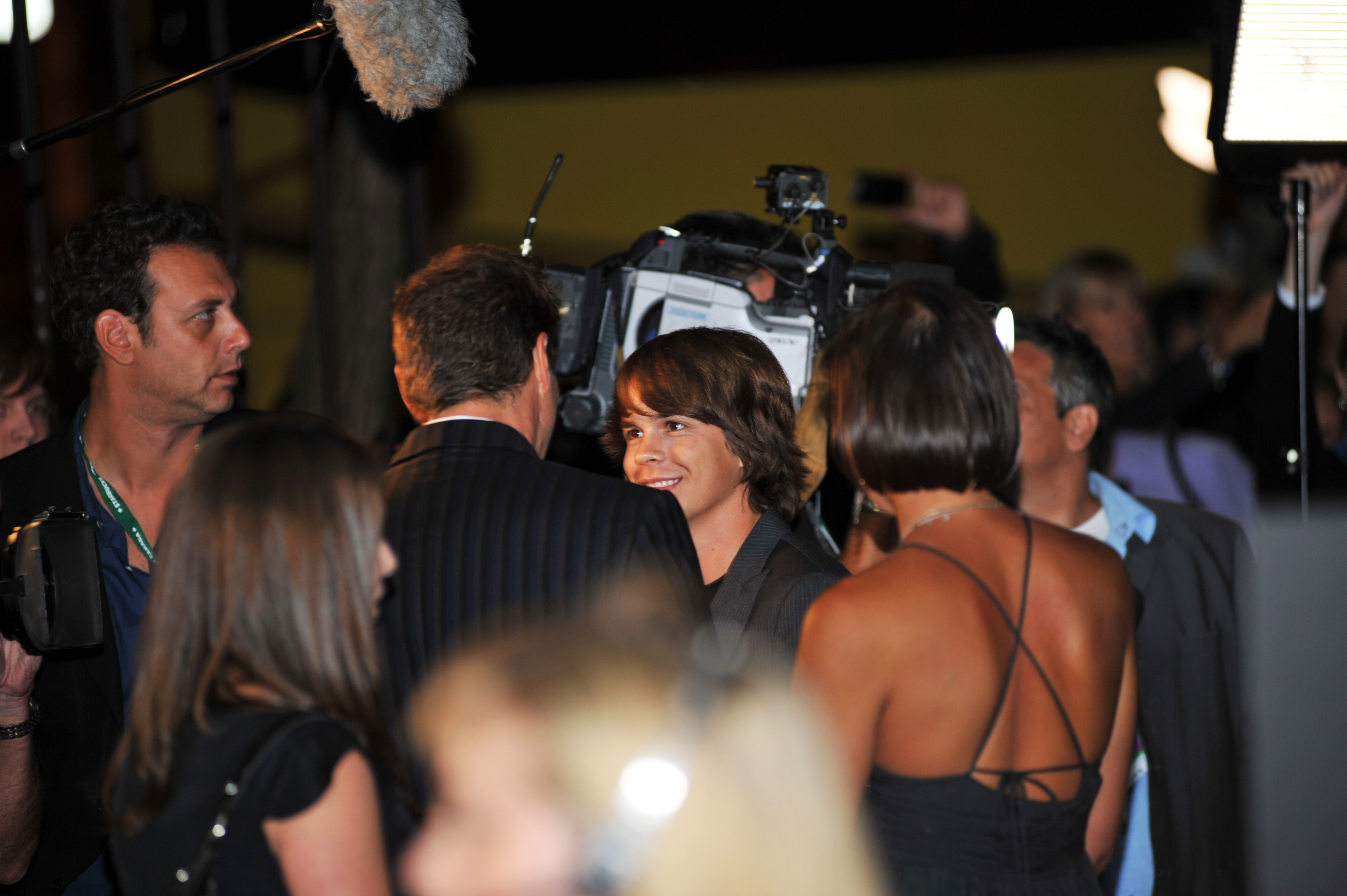
Johnny Simmons (midden), 2009

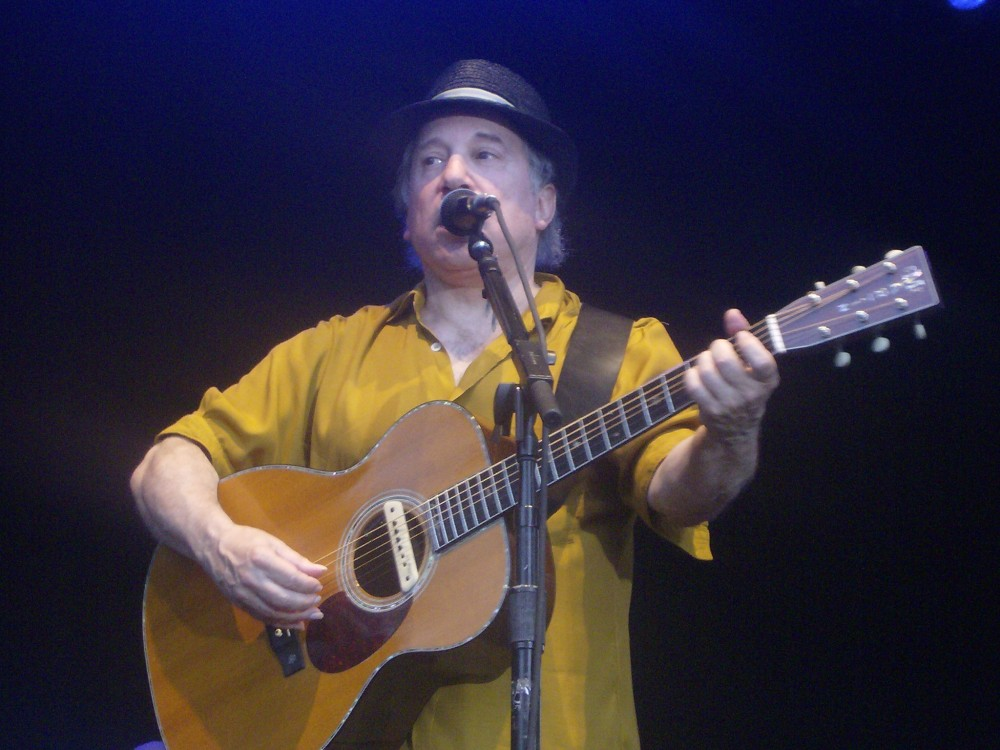
Paul Simon (artiest)

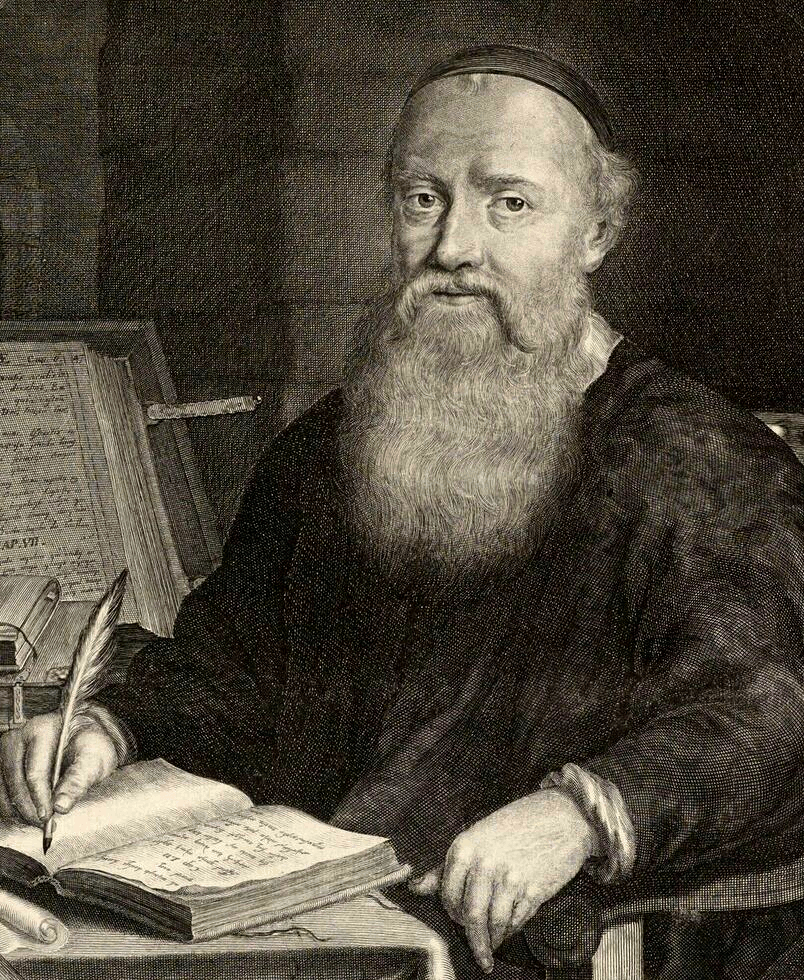
Menno Simons

- Dave Sim (1956), Canadees striptekenaar
- Cristian Javier Simari Birkner (1980), Argentijns alpineskiër
- Macarena Simari Birkner (1984), Argentijns skiester
- María Belén Simari Birkner (1982), Argentijns skiester
- Akani Simbine (1993), Zuid-Afrikaans atleet
- Martin Šimek (1948), Tsjechisch-Nederlands tenniscoach, presentator, cartoonist en columnist
- Zdeněk Šimek (1927-1970), Tsjechisch beeldhouwer
- Georges Simenon (1903-1989), Waals-Belgisch schrijver
- Tim Simenon (1968), Brits danceproducer
- Diego Simeone (1970), Argentijns voetballer en voetbalcoach
- Sara Simeoni (1953), Italiaans atlete
- Wilhelm Simetsreiter (1915-2001), Duits voetballer
- Marko Simeunovič (1967), Sloveens voetballer
- Dario Šimić (1975), Kroatisch voetballer
- Josip Šimić (1977), Kroatisch voetballer
- Tatjana Šimić (1963), Kroatisch-Nederlands fotomodel en actrice
- Carlo Simionato (1961), Italiaans atleet
- Chiara Simionato (1975), Italiaans schaatsster
- Giulietta Simionato (1910-2010), Italiaans mezzosopraan
- John Simm (1970), Brits acteur
- Bruno Simma (1941), Duits hoogleraar en rechter
- Georgia Simmerling (1989), Canadees alpineskiester
- Elizabeth Simmonds (1991), Brits zwemster
- Ayrton Simmons (2001), Brits-Spaans autocoureur
- Ged Simmons (1960), Brits acteur
- Jean Simmons (1929-2010), Engels-Amerikaans actrice
- Johnny Simmons (1986), Amerikaans acteur
- Richard Simmons (1948-2024), Amerikaans fitnesscoach en mediapersoonlijkheid
- Lutgart Simoens (1928), Vlaams radio-omroepster
- Isabel-Clara Simó i Monllor, (1943-2020), Spaans schrijfster en journaliste
- Seija Simola (1944-2017), Fins zangeres
- Ágnes Simon (1935-2020), Hongaars-Duitse tafeltennisspeelster
- André Simon (1920-2012), Frans autocoureur
- Carly Simon (1945), Amerikaans singer-songwriter
- Gilles Simon (1984), Frans tennisser
- Herbert Simon (1916-2001), Amerikaans wetenschapper
- Hugo Simon (1942), Oostenrijks springruiter
- Joe Simon (1936-2021), Amerikaans zanger
- Joe Simon (1913-2011), Amerikaans stripauteur
- Josette Simon (1960), Engels actrice
- Josy Simon (1933), Luxemburgs atleet en parlementslid
- Julia Simon (1996), Frans biatlete
- Lidia Şimon (1973), Roemeens atlete
- Lucy Simon (1940- 2022), Amerikaans zangeres, songwriter en componiste
- Moses Simon (1995), Nigeriaans voetballer
- Neil Simon (1927-2018), Amerikaans toneelschrijver
- Paul Simon (1886-1956), Frans politicus
- Paul Simon (1941), Amerikaans musicus
- Rudi Simon (1945), Belgisch atleet
- Francesco Simonazzi (2004), Italiaans autocoureur
- Davide Simoncelli (1979), Italiaans alpineskiër
- Marco Simoncelli (1987-2011), Italiaans motorcoureur
- Gilbert Simondon (1924-1989), Frans filosoof
- Afric Simone (1956), Mozambikaans zanger
- Nina Simone (1933-2003), Amerikaans musicus
- Jacques Simonet (1963-2007), Franstalig Belgisch politicus en advocaat
- Jean Simonet (1927-2022), Belgisch atleet
- Noemí Simonetto de Portela (1926-2011), Argentijns atlete
- Gilberto Simoni (1971), Italiaans wielrenner
- Matteo Simoni (1987), Belgisch acteur
- Ad Simonis (1931-2020), Nederlands kardinaal, metropoliet en aartsbisschop
- Isabelle Simonis (1967), Waals-Belgisch politica
- Iwan Simonis (1769-1829) Belgisch ondernemer
- Charles Simons (1906-1979) Belgisch voetballer
- Gerrit Simons (1802-1868), Nederlands politicus
- Hans Simons (1947-2019), Nederlands politicus
- Hein Simons (1955), Nederlands zanger
- Hywel Simons (1970), Welsh acteur
- Jennifer Simons (1953), Surinaams politicus
- Jimmy Simons (1970), Nederlands-Surinaams voetballer
- Judikje Simons (1904-1943), Nederlands gymnaste
- Menno Simons (ca.1496-1561), Nederlands kerkhervormer
- Raf Simons (1968), Belgisch modeontwerper
- Regillio Simons (1973), Nederlands voetballer en voetbaltrainer
- Sander Simons (1962-2010), Nederlands communicatieadviseur, publicist, journalist en nieuwslezer
- Sim Simons (1939-2007), Vlaams radiopresentator en -programmamaker en jazzjournalist
- Timmy Simons (1976), Belgisch voetballer
- Xavi Simons (2003), Nederlands voetballer
- Alexandra Simons-de Ridder (1963), Duits amazone
- Allan Simonsen (1952), Deens voetballer en voetbalcoach
- Lars Simonsen (1963), Deens acteur
- Agne Simonsson (1935-2020), Zweeds profvoetballer
- Arend Fokke Simonsz (1755-1812), Nederlands schrijver en literator
- Andrew Simpson (1976-2013), Brits zeiler
- Ashlee Simpson (1984), Amerikaans zangeres
- Danny Simpson (1987), Engels voetballer
- Gerald Simpson (1967), Britse danceproducer
- Jemma Simpson (1984), Brits atlete
- Jennifer Simpson (1986), Amerikaans atlete
- Kyffin Simpson (2004), Amerikaans-Barbadiaans autocoureur
- Orenthal James (O.J.) Simpson (1947-2024), Amerikaans American-footballspeler en acteur
- Stephen Simpson (1984), Zuid-Afrikaans autocoureur
- Tom Simpson (1937-1967), Brits wielrenner
- Wallis Simpson (1896-1986), Brits hertogin van Windsor
- Bella Sims (2005), Amerikaans zwemster
- Jocko Sims, Amerikaans acteur
- Joe Sims, Brits acteur
- Eduard von Simson (1810-1899), Joods-Duits jurist en politicus
- Josip Šimunić (1978), Australisch-Kroatisch voetballer
- Jozo Šimunović (1994), Kroatisch voetballer

## Sin

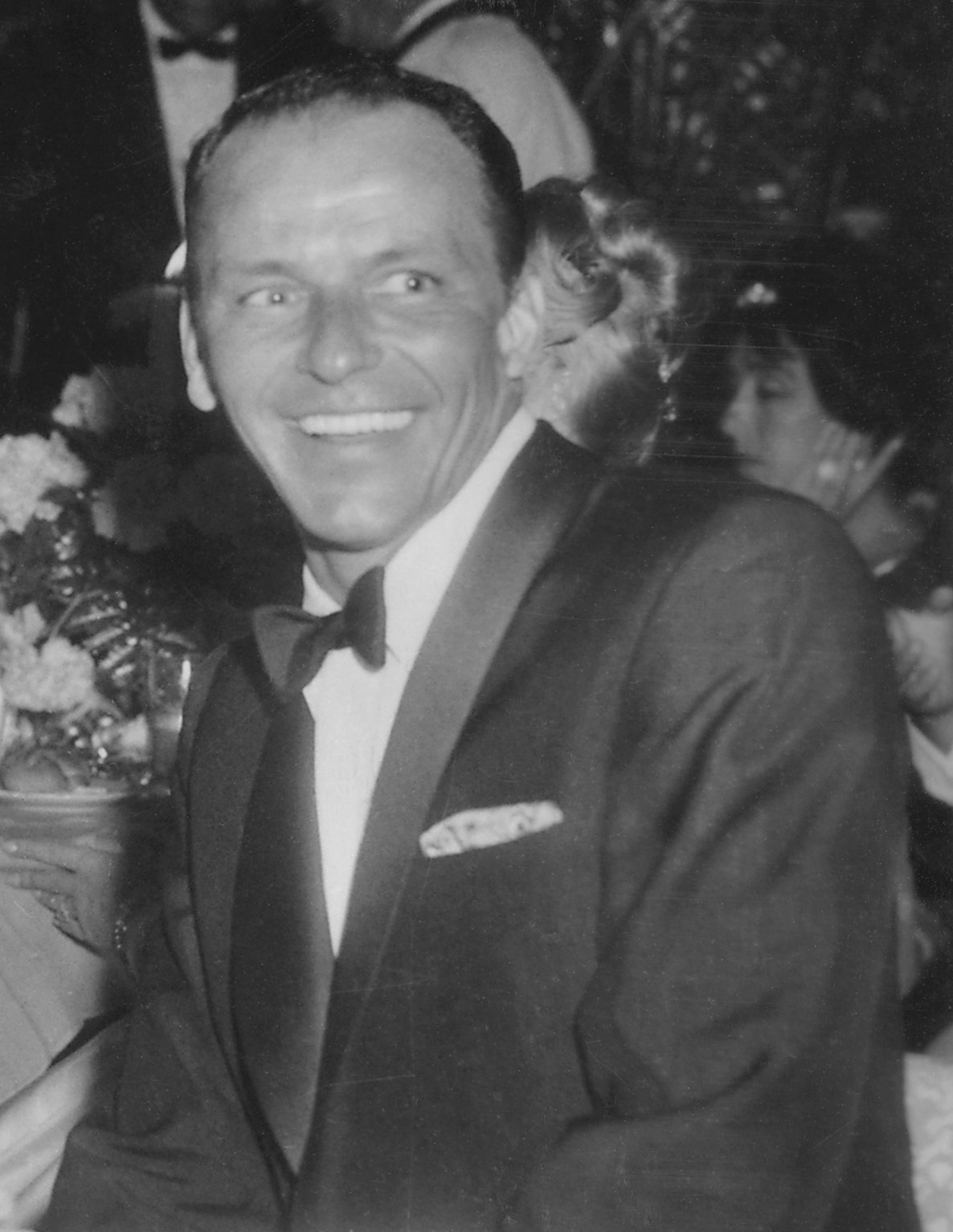
Frank Sinatra

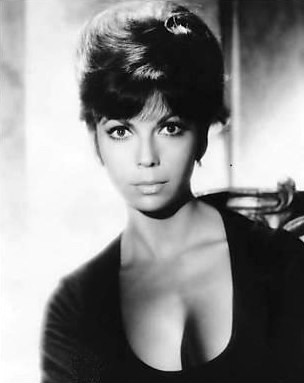
Nancy Sinatra

- Jaime Sin (1928-2005), Filipijns kardinaal en aartsbisschop van Manilla
- Sinan (1489-1588), Turks architect
- Dave Sinardet (1975), Belgisch politicoloog
- Frank Sinatra (1915-1998), Amerikaans zanger
- Frank Sinatra jr. (1944-2016), Amerikaans zanger en orkestleider
- Nancy Sinatra (1940), Amerikaans zangeres
- Adam Sinclair (1977), Schots acteur en filmproducent
- Clive Sinclair (1940-2021), Engels uitvinder
- Jaz Sinclair (1994), Amerikaans actrice
- Kenia Sinclair (1980), Jamaicaans atlete
- Nelly Sindayen (1949-2009), Filipijns journalist
- Michele Sindona (1920-1986), Italiaans advocaat, bankier en crimineel
- Pete Sinfield (1943-2024), Brits dichter, schrijver en performer
- Isaac Bashevis Singer (1904-1991), Joods-Amerikaans schrijver
- Hannie Singer-Dekker (1917-2007), Nederlands politica en rechtsgeleerde
- Lori Singer (1957), Amerikaans actrice en celliste
- Raymond Singer (1948), Amerikaans acteur en scenarioschrijver
- Stephen Singer, Amerikaans acteur
- Ajmer Singh (1940-2010), Indiaas atleet
- Amrita Singh (1958), Indiaas actrice
- Charanjit Singh (1931-2022), Indiaas hockeyer
- Dalip Singh (1838-1893), maharadja van het Sikhrijk
- Dayanita Singh (1961), Indiaas fotografe
- Gurdev Singh (1933-2024), Indiaas hockeyer
- Harmeet Singh (1990), Noors voetballer
- Milkha Singh (1935-2021), Indiaas atleet
- Manmohan Singh (1932-2024), Indiaas politicus
- Ranjit Singh (1780-1839), maharadja van het Sikhrijk
- Ranveer Singh (1985), Indiaas acteur
- Sardar Singh  (1986), Indiaas hockeyer
- Sarpreet Singh (1999), Nieuw-Zeelands voetballer
- Sunishma Singh (1996) klimaatactiviste en influencer uit Fiji
- Sundar Singh (1888-1929), Indiaas christelijk zendeling
- Tara Singh Varma (1948), Nederlands politica
- Luis Singson (1941), Filipijns politicus
- Pierre Sinibaldi, (1924-2012), Frans voetballer en trainer
- Frédéric Sinistra (1981-2021), Belgisch kickbokser
- Viktoria Sinitsina (1995), Russisch kunstschaatsster
- Vjatsjeslav Sinkevitsj (1991), Russisch zwemmer
- Jure Šinkovec (1985), Sloveens schansspringer
- Martin Sinković (1989), Kroatisch roeier
- Valent Sinković (1988), Kroatisch roeier
- Fred Sinowatz (1929-2008), Oostenrijks ambtenaar en politicus (o.a. bondskanselier)
- Marjanne Sint (1949), Nederlands politica
- Eelco Sintnicolaas (1987), Nederlands atleet
- Cleophas Sintobin (1879-1954), Belgisch politicus en heemkundige
- Stefaan Sintobin (1960), Belgisch politicus

## Sio
- Libor Sionko (1977), Tsjechisch voetballer

## Sip
- Ján Šipeky (1973), Slowaaks wielrenner
- Khamtai Siphandon (1924-2025), Laotiaans politicus; president (1998-2006)
- Helvi Sipilä (1915-2009), Fins diplomate, juriste en politica
- Anna Sipkema (1877-1933), Nederlands grafisch ontwerpster en weefster
- Jan Sipkema (1933-2008), Nederlands sportbestuurder
- Cees Sipkes (1895-1989), Nederlands plantenkenner
- Leoni Sipkes (1949), Nederlands politica
- Otto Wilhelm Sipkes (1864-1928), Nederlands jurist
- Anton Sipman (1906-1985), Nederlands molendeskundige, schrijver en tekenaar
- Laurentius van Siponto (5e eeuw-546), bisschop
- Shaun Sipos (1981), Canadees acteur

## Siq
- David Alfaro Siqueiros (1896-1974), Mexicaans kunstenaar
- Jefferson Andrade Siqueira (1988), Braziliaans voetballer

## Sir
- Joseph Siravo, Italiaans acteur en filmproducent
- Irakli Sirbiladze (1982), Georgisch voetballer
- Sirhan Sirhan (1944), Amerikaans moordenaar van Robert Kennedy
- Tony Sirico (1942-2022), Amerikaans acteur
- Adriaan Hendrik Sirks (1879-1941), Nederlands militair en politiefunctionaris
- Zigismunds Sirmais (1992), Lets atleet
- Sergej Sirotkin (1995), Russisch autocoureur

## Sis

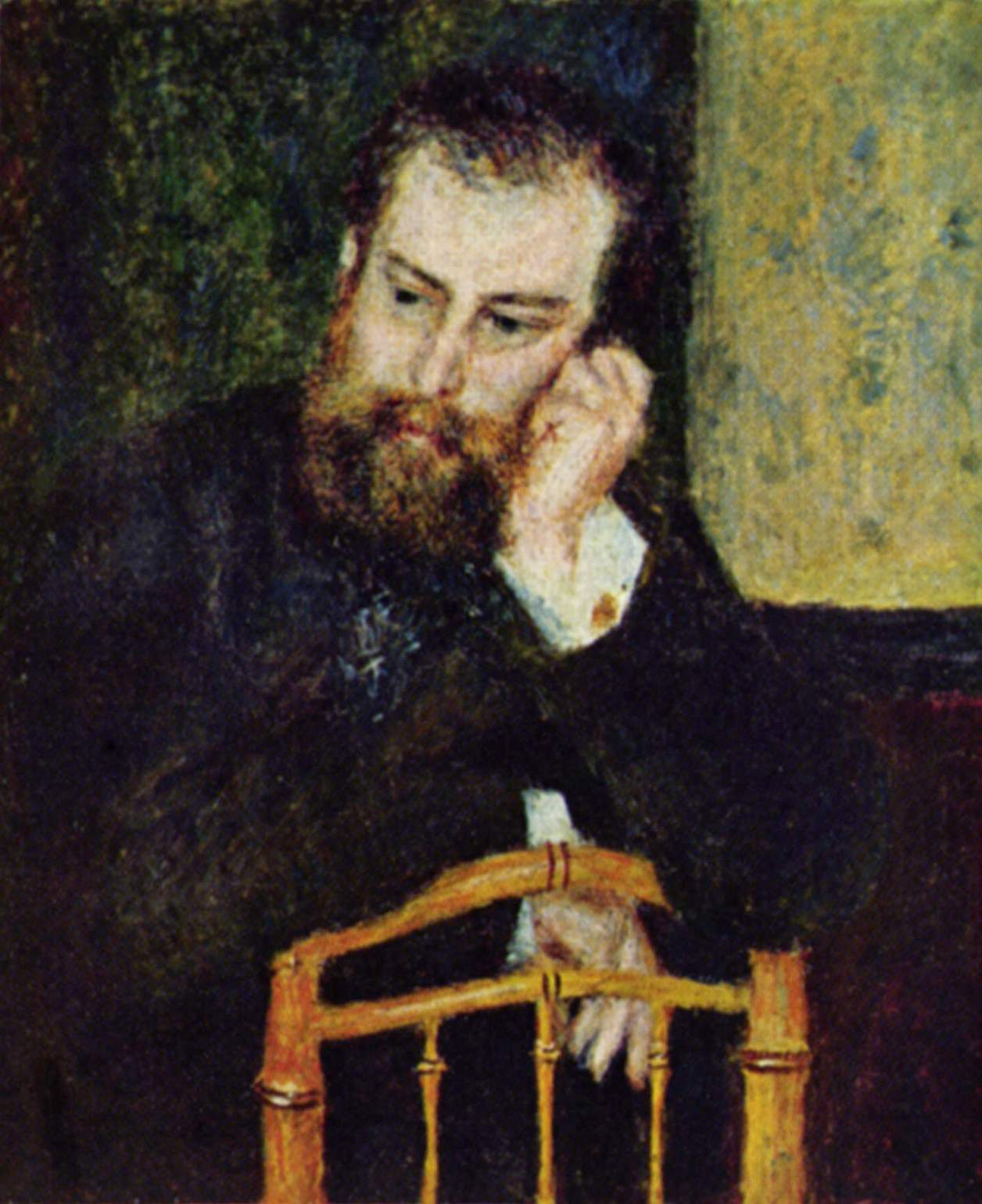
Alfred Sisley

- Urmas Sisask (1960-2022), Ests dirigent en componist
- Evaldas Šiškevičius (1988), Litouws wielrenner
- Alfred Sisley (1839-1899), Frans kunstschilder
- Teofilo Sison (1880-1975), Filipijns jurist, politicus en minister
- Sisqó (1978), Amerikaans zanger
- Cheick Oumar Sissoko (1945), Malinees filmregisseur en politicus
- Frits Sissing (1963), Nederlands musicalacteur en televisiepresentator
- Sista Flex (?), Belgisch zangeres, rapper, songtekstschrijver, drummer en dj; pseudoniem van Anouk Verheyen
- Jon Sistermans (1945-2020), Nederlands kok
- Rocco Sisto (1953), Italiaans acteur
- Walter Sisulu (1912-2003), Zuid-Afrikaans anti-apartheidsactivist en politicus

## Sit

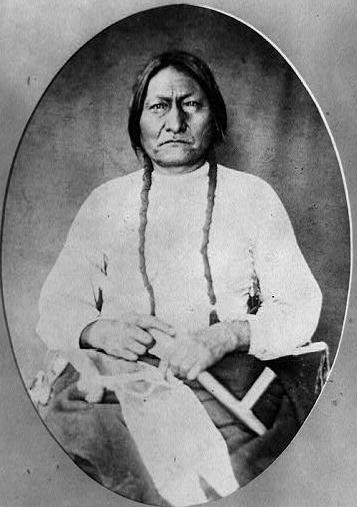
Sitting Bull

- Sita (Vermeulen) (1980), Nederlands zangeres
- Martin Sitalsing (1962), Nederlands politiefunctionaris
- Ksenia Sitnik (1995), Wit-Russisch zangeres
- Willi Sitte (1921-2013), Duits kunstenaar
- Willem de Sitter (1872-1934), Nederlands natuurkundige en astronoom
- Sitting Bull (1831-1890), Amerikaans indianenleider (Tatanka Iyotake)

## Siv
- Troye Sivan (1995), Australisch acteur en zanger
- Stian Sivertzen (1989), Noors snowboarder
- Sirppa Sivori-Asp (1928-2006), Fins actrice, zangeres, regisseuse en poppenspeelster

## Six
- Alphonse Six (1890-1914), Belgisch voetballer
- Didier Six (1954), Frans voetballer
- Pieter Jacob Six (1894-1986), Nederlands verzetsstrijder
- Johann Abrahm Sixt (1757-1797), Duits componist
- Nikki Sixx (1958), Amerikaans rockmusicus

## Siz
- Kevin Sizemore (1972), Amerikaans acteur en filmproducent
- Tom Sizemore (1961-2023), Amerikaans acteur